# Repipta flavicans
Repipta flavicans är en insektsart som först beskrevs av Charles Jean-Baptiste Amyot och Jean Guillaume Audinet Serville 1843.  Repipta flavicans ingår i släktet Repipta och familjen rovskinnbaggar. Inga underarter finns listade i Catalogue of Life.